# Joshua Navarro
Joshua Navarro Sandí (ur. 11 marca 1999 w San Isidro) – kostarykański piłkarz występujący na pozycji skrzydłowego lub napastnika, od 2023 roku zawodnik Alajuelense.